# سیارک ۲۱۴۱۳
سیارک ۲۱۴۱۳ (به انگلیسی: 21413 Albertsao، نامگذاری:1998FS68) بیست و یک هزار و چهارصد و سیزدهمین سیارک کشف شده‌است که در ۲۰ مارس ۱۹۹۸ کشف شد.
قدر مطلق سیارک برابر ۱۷.۰ است.